# Королевич, Владимир Владимирович
Владимир Владимирович Королевич (настоящая фамилия Королёв; 20 июня [2 июля] 1894, Омск — 14 февраля 1969, Калуга) — российский поэт, актёр и кинорежиссёр.

## Биография
Родился в семье чиновника Степного генерал-губернаторства. С 10-летнего возраста жил в Томске, где в 1912 году окончил Первое Сибирское коммерческое училище. Затем поступил в Московский коммерческий институт, откуда отчислился весной 1918 года по собственному желанию.
Начал публиковаться в томской периодике в 1910 году. В московский период подражал Игорю Северянину и примыкал к кругу эгофутуристов; опубликовал книги стихов «Смуглое сердце» (М., 1916) и «Сады Дофина» (М., 1918), содержащие манерно-стилизованную лирику.
Публиковал также прозу; в 1916 году выпустил отдельным изданием повесть «Молитва телу», которая была запрещена цензурой за непристойность.
С 1915 года участвовал в организации различных поэтических мероприятий. Выступал в московских литературных кафе дуэтом с Вадимом Шершеневичем, в Никольском театре миниатюр (в одном из помещений ресторана «Славянский базар») исполнял собственные драматические миниатюры.
В 1918 году вместе с Львом Моносзоном организовал кружок поэтов, противопоставлявших себя футуристам. На рубеже 1918—1919 годов работал в Харькове, где был одним из организаторов литературной программы в кафе «Красный кабачок» и «Синяя птица» с участием Игоря Северянина, Михаила Кузмина, Николая Агнивцева, Георгия Шенгели, Любови Столицы и др.
В 1921—1923 годах занимался театральной режиссурой в Москве. Затем работал в кинематографе. Автор сценария к фильму Николая Петрова «Сердца и доллары» (1924, в соавторстве с Д. Гликманом), автор документального фильма «Страна Чувашская» (1927, Чувашкино). Публиковался как кинокритик; в 1926—1927 годах напечатал брошюры о популярных актёрах немого кино Эрихе Штрогейме, Вере Малиновской, Мэй Мюррей, Барбаре Ла Марр, Нато Вачнадзе, дуэте Пат и Паташон и других, а также обзорную книгу «Женщина в кино» (1928). Автор одной из первых советских инсценировок романа Льва Толстого «Анна Каренина» (1928, в соавторстве с Н. Крыловой).
В годы Великой Отечественной войны находился в Бийске, где участвовал в работе литературного объединения при радиокомитете.